# ボッファ
ボッファ (Boffa) はギニア共和国西部のボケ州のボッファ県の県都。
2014年の人口は約2.7万人。
座標: 北緯10度10分 西経14度02分 / 北緯10.167度 西経14.033度